# Grodzisko (Góry Kamienne)
Grodzisko (pot. Góra Zamkowa, niem. Burgberg, 472 m n.p.m.) – wzniesienie w Kamiennej Górze, nad ujściem Zadrny do Bobru.
Zbudowane jest z karbońskich zlepieńców i piaskowców. Od strony Zadrny przy ul. Księcia Bolka I występują urwiska skalne.
Na południe od szczytu leży ośrodek wypoczynku świątecznego ze zbiornikiem wodnym o charakterze rekreacyjnym („Zalew”). Północno-zachodnie i południowo-zachodnie podnóże wzniesienia jest zabudowane (ul. Katowicka i ul. ks. Bolka I).
Na wschodnim, północnym i północno-zachodnim stoku usytuowany jest cmentarz komunalny (były katolicki) z XVI-wiecznym kościołem pw. Bożego Ciała. Nieopodal cmentarza, przy drodze szutrowej biegnącej wzdłuż muru cmentarnego usytuowany jest zabytkowy cmentarz żydowski.
Na szczycie stoi wieża wodociągowa z 1880 r. w formie stylizowanej baszty obronnej.

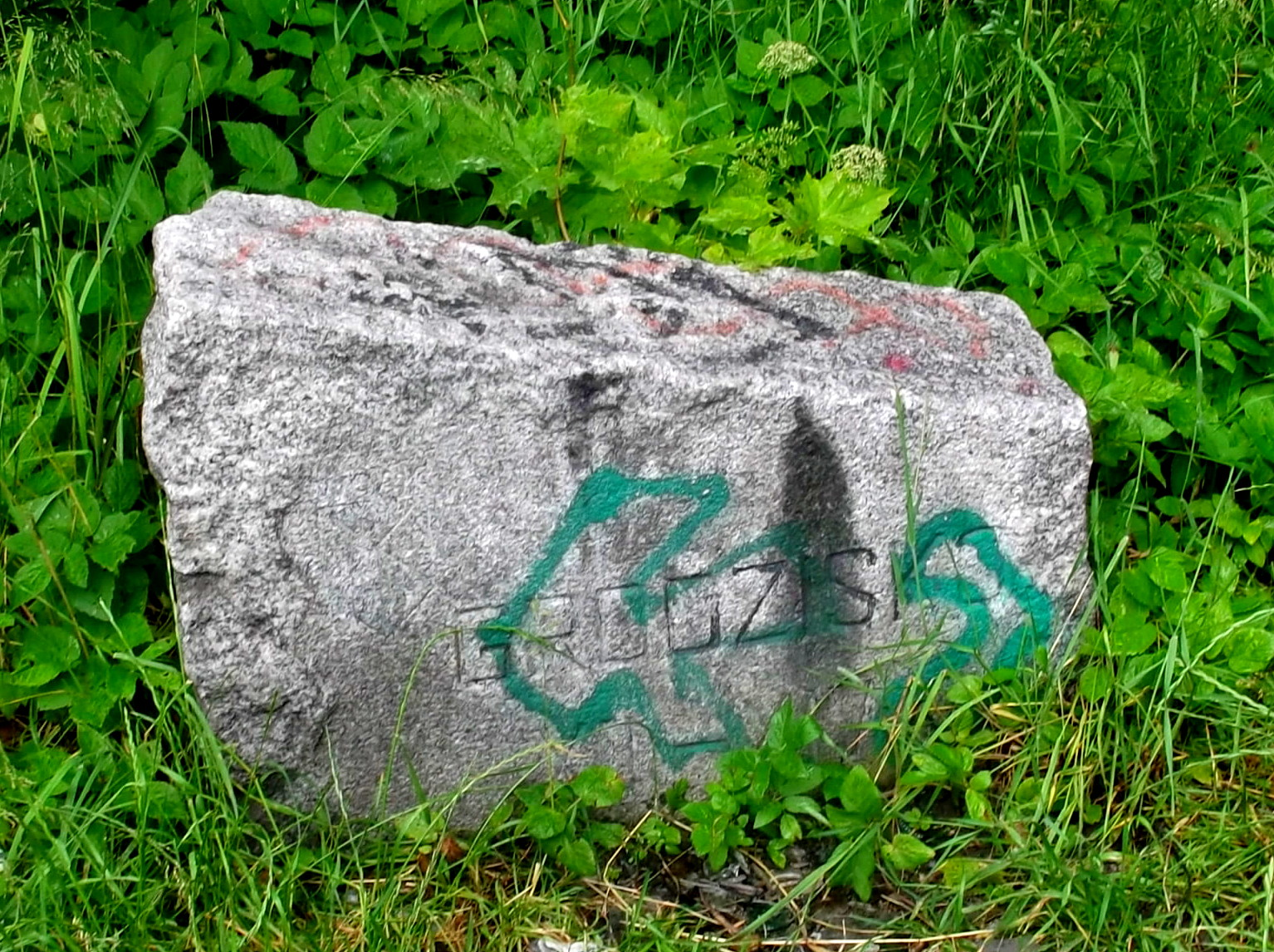
Grodzisko